# In My Mind
In My Mind é o primeiro álbum de estúdio solo do cantor e produtor estadunidense Pharrell Williams. Foi lançado em 25 de Junho de 2006, alcançando a terceira posição na Billboard 200 vendendo 142.000 cópias na primeira semana. Foi certificado como disco de prata no Reino Unido, com o numero de 60.000 cópias vendidas.

## Faixas
As canções foram produzidas pelo proprio Pharrell.
| N.º | Título                                          | Compositor(es)                         | Duração |  |
| 1.  | "Can I Have It Like That" (com Gwen Stefani)    | Pharrell Williams                      | 3:55    |  |
| 2.  | "How Does It Feel?"                             | Pharrell Williams                      | 3:35    |  |
| 3.  | "Raspy Shit"                                    | Pharrell Williams                      | 3:34    |  |
| 4.  | "Best Friend"                                   | Pharrell Williams                      | 4:40    |  |
| 5.  | "You Can Do It Too" (com Jamie Cullum)          | Pharrell Williams                      | 5:22    |  |
| 6.  | "Keep It Playa" (featuring Slim Thug)           | Pharrell Williams, Stayve Thomas       | 4:18    |  |
| 7.  | "That Girl" (com Snoop Dogg and Charlie Wilson) | Pharrell Williams, Calvin Broadus, Jr. | 4:01    |  |
| 8.  | "Angel"                                         | Pharrell Williams                      | 2:44    |  |
| 9.  | "Young Girl"/"I Really Like You" (com Jay-Z)    | Pharrell Williams, Shawn Carter        | 8:13    |  |
| 10. | "Take It Off (Dim the Lights)"                  | Pharrell Williams                      | 4:07    |  |
| 11. | "Stay with Me" (com Pusha T)                    | Pharrell Williams, Terrence Thornton   | 4:06    |  |
| 12. | "Baby" (com Nelly)                              | Pharrell Williams, Cornell Haynes, Jr. | 4:06    |  |
| 13. | "Our Father"                                    | Pharrell Williams                      | 3:27    |  |
| 14. | "Number One" (com Kanye West)                   | Pharrell Williams, Kanye West          | 3:56    |  |
| 15. | "Show You How to Hustle" (com Lauren)           | Pharrell Williams                      | 4:13    |  |

| Faixa bônus no Japão |                                             |                   |         |  |
| N.º                  | Título                                      | Compositor(es)    | Duração |  |
| 16.                  | "Swagger International" (Japan Faixa bonus) | Pharrell Williams | 4:14    |  |